# Gonyophis margaritatus
Gonyophis margaritatus là một loài rắn trong họ Rắn nước. Loài này được Peters mô tả khoa học đầu tiên năm 1871.